# Ermite à gorge noire
Phaethornis atrimentalis
Espèce
Statut de conservation UICN

 LC  : Préoccupation mineure
Statut CITES
L'Ermite à gorge noire (Phaethornis atrimentalis) est une espèce de colibris de la sous-famille des Phaethornithinae.

## Distribution
L'Ermite à gorge noire est présent en Bolivie, en Équateur et au Pérou.

Carte de répartition de l'espèce

## Habitat
Ce colibri fréquente les sous-bois des forêts tropicales humides dans les basses terres ainsi que les habitats plus ouverts comme les plantations et les forêts marécageuses.

## Référence
(en) « Neotropical Birds Online », Cornell Lab of Ornithology, 25 avril 2011